# 冯帮邢
冯帮邢（1976年8月—），中华人民共和国政治人物、全国脱贫攻坚先进个人。

## 生平
1997年，毕业于湛江海洋大学（现广东海洋大学）食品加工专业。2009年，广东省启动第一轮“双到”扶贫工作，冯帮邢就调任到扶贫工作岗位，先后任阳江市扶贫科科员、副主任科员、副科长、科长。2016年以来，他先后负责起草了《阳江市关于建立防止返贫监测和帮扶机制的实施方案》等一系列政策规范性文件。
因在脱贫攻坚战中作出突出贡献，2021年2月25日全国脱贫攻坚总结表彰大会上，冯帮邢被授予“全国脱贫攻坚先进个人”。对于获奖，他在事后接受采访表示“这是对我12年来坚守扶贫岗位最好的认可和鼓励”。